# SpaceX星港
太空探索技术公司南德克萨斯发射场（英語：SpaceX South Texas Launch Site），又稱博卡奇卡發射場（英語：Boca Chica launch site），也被昵称为“星港”（英語：Starbase，中国大陆亦译作“星城”），是一所位于德克薩斯州的航天发射和实验中心。它靠近布朗斯維爾市的博卡奇卡村，隶属于从事商业外层空间飞行的太空探索技术公司（下文简称为‘SpaceX’）。其用途是：“为SpaceX提供一个独立的发射场地，进而为公司的商业运载能力提供更大的空间。并满足其未来所需的密集发射窗口。”
这是世界上第一座商用“外太空轨道发射设施”。它最初的设想是用作獵鷹9號運載火箭，獵鷹重型運載火箭，发射载具，以及可重复使用的次轨道发射载具提供服务。然而在2018年，SpaceX改变了计划，声称这里将成为星舰的专属发射场所。
从2012年到2014年期间，SpaceX在美国就7个潜在的商用发射地点进行了考察。而这片紧邻德克萨斯州布朗思维爾市的波卡其卡海滩被评为最佳方案。2014年7月上旬，环境协商和评估最终完成，SpaceX于2014年8月4日正式宣布将要在波卡其卡海滩，建设一座全新的商用发射场。
2014年9月举行了奠基仪式，2015年后期开始填土固沙，首次发射预期在2018年的年底，或2019年初。当发射场正式启用时，它就成为继前三个从美国联邦政府租赁的发射场之后，SpaceX的第四个火箭发射设施。
2025年，正式升格为城市。

## 历史
SpaceX和州政府官员，有关商业发射场地的私下讨论始于2011年。总裁伊隆·马斯克在2011年9月29日的一次演说中曾提到用于商业用途的发射设施。

### 发射场地的选址和环境影响评估
早在2012年4月，5个潜在的候选地点被公布，包括阿拉斯加、加利福尼亚、佛罗里达、德克萨斯州和弗吉尼亚。
2012年9月，乔治亚和波多黎各也加入申请行列。乔治亚的联合发展部门曾于2012年11月投票一致通过在大西洋海岸“建设一个用于垂直和水平发射的航天发射中心”。波多黎各在当时的提议是退役的罗斯福路海军基地。
德州的卡梅伦县政府曾提出“在项目开始之前，我们需要对整个领域进行环境影响评估”。而这个项目的环境影响评估，取决于美国联邦航空管理局（FAA）。2012年航空管理局的商业航天运输办公室对提议中的德州南部地区启动了环境评估程序。到了2013的年初，虽然佛罗里达、乔治亚等地仍在参与竞争，但是德克萨斯在所有参选地中凸显出优势。于此同时，德州的立法机构拟定了，针对发射期间的噪音限制的规定，并且分析了商用外太空飞行可能导致的其它危害。2013年5月7日，航空管理局在布朗思维尔国际技术教育和商业中心，面向公众颁布了一项关于德州南部的环境影响评估草案。公众对此草案的评论截止于6月24日。

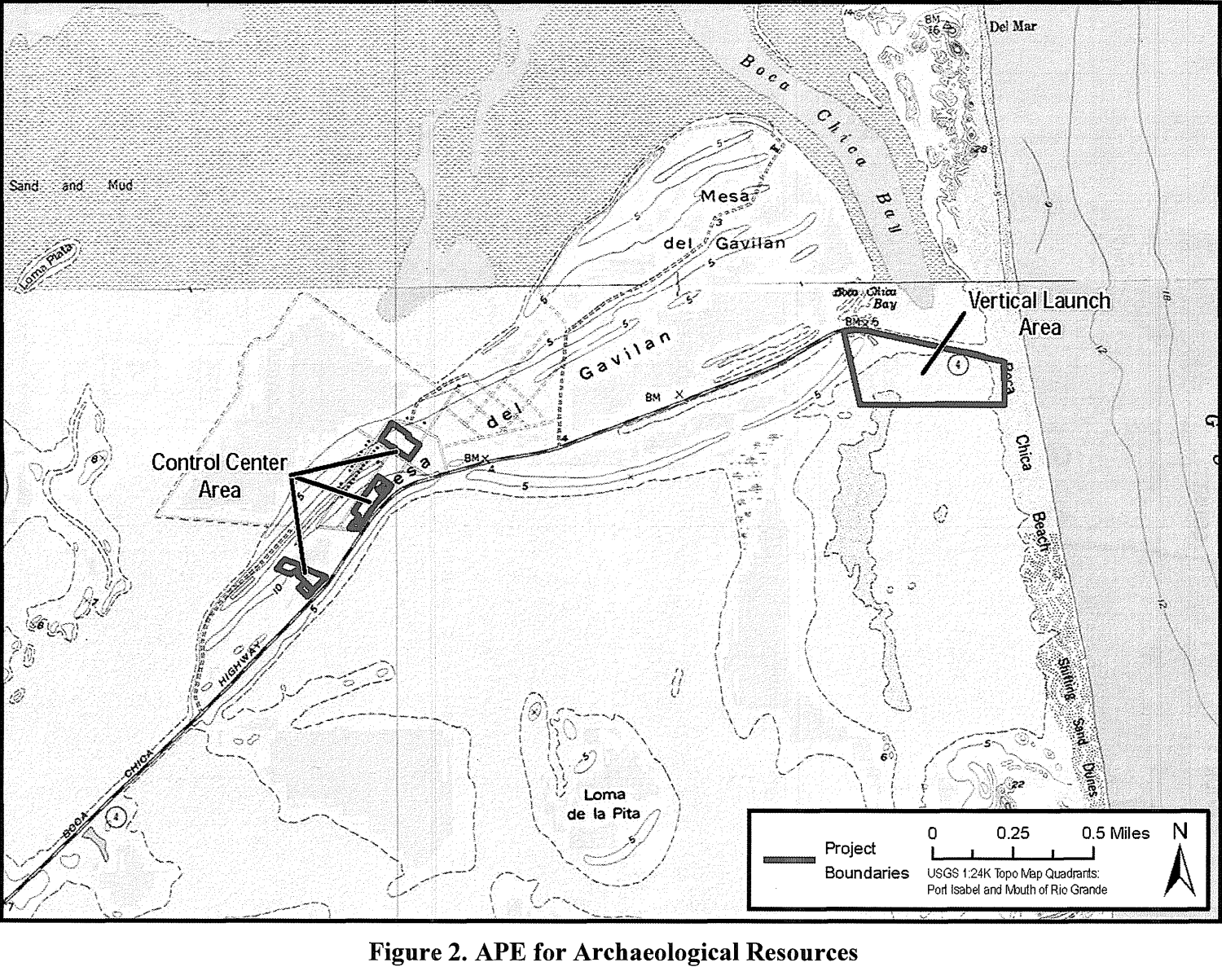
2013年4月美国联邦航空管理局的环境影响评估草案，地图中指明了，德克萨斯指挥中心和垂直发射地点。

2014年7月上旬，航空管理局声明，“由SpaceX提议建设的波卡其卡发射场及周边设施，对当地的环境不会有显著的影响。”这个最终的评估促使SpaceX于8月向航空管理局提交了许可证申请。申请内容包括使用波卡其卡发射场及周边设施，用于发射猎鹰9，猎鹰重型运载火箭，龙助推器，以及可回收式的外太空设备。

### 土地收购和施工
航空管理局的环境影响评估认定了三块土地。截止到2014年7月，SpaceX收购了大约41英亩，其中12.4英亩用作"火星桥"指挥中心，距离发射场以西，两英里的波卡其卡村，并装修两座公寓。。在此基础上，SpaceX租用了紧靠德州4号高速东面出口的56.6英亩土地，其中的20英亩用于垂直发射平台以及周边设施。与此同时，SpaceX提交了在发射场安装太阳能小型发电设备的申请。
同年9月22日，发射场破土动工。承担建设管理的，是刚刚完成肯尼迪航天中心发射平台39A的，SpaceX自己的管理队伍。据他们所说，“波卡其卡的地面建筑将于2015年下半年开始施工”。2014年9月下旬，火星桥指挥中心围起了栅栏，两座可移动建筑就位。承包商和供应商的竞标日程于2015年2月开始。
发射场的整体设计蓝图于2015年3月完成。输电网络由当地电力运营商提供，饮用水将由卡车运抵基地，由水循环系统处理。并于7月提交申请，建设一座称为太阳城的光伏电站。
填土固沙工程需要采集240万立方米的新土，并于2015年10月至2016年1月，由卡车运抵建设工地。
2016年早期，SpaceX执行官英語：指出，由于地表的不稳定性，建设被迫延期。她说：“以两年的固沙工作为基础，地面建筑才能开始施工，并且费用也需要增加。”而首期的固沙工作于同年5月才完工，因此整体建筑不会在2017年之前完工，首次发射预期在2018年后半年。
2017年，两座卫星接收天线会被安装在发射场，用于龙飞船载人航天项目。

## 经济影响
2013年的经济预测指出，SpaceX会投资约一亿美元用于筹建此设施。并期望于2024年创造500个工作岗位。

## 发射中心概况

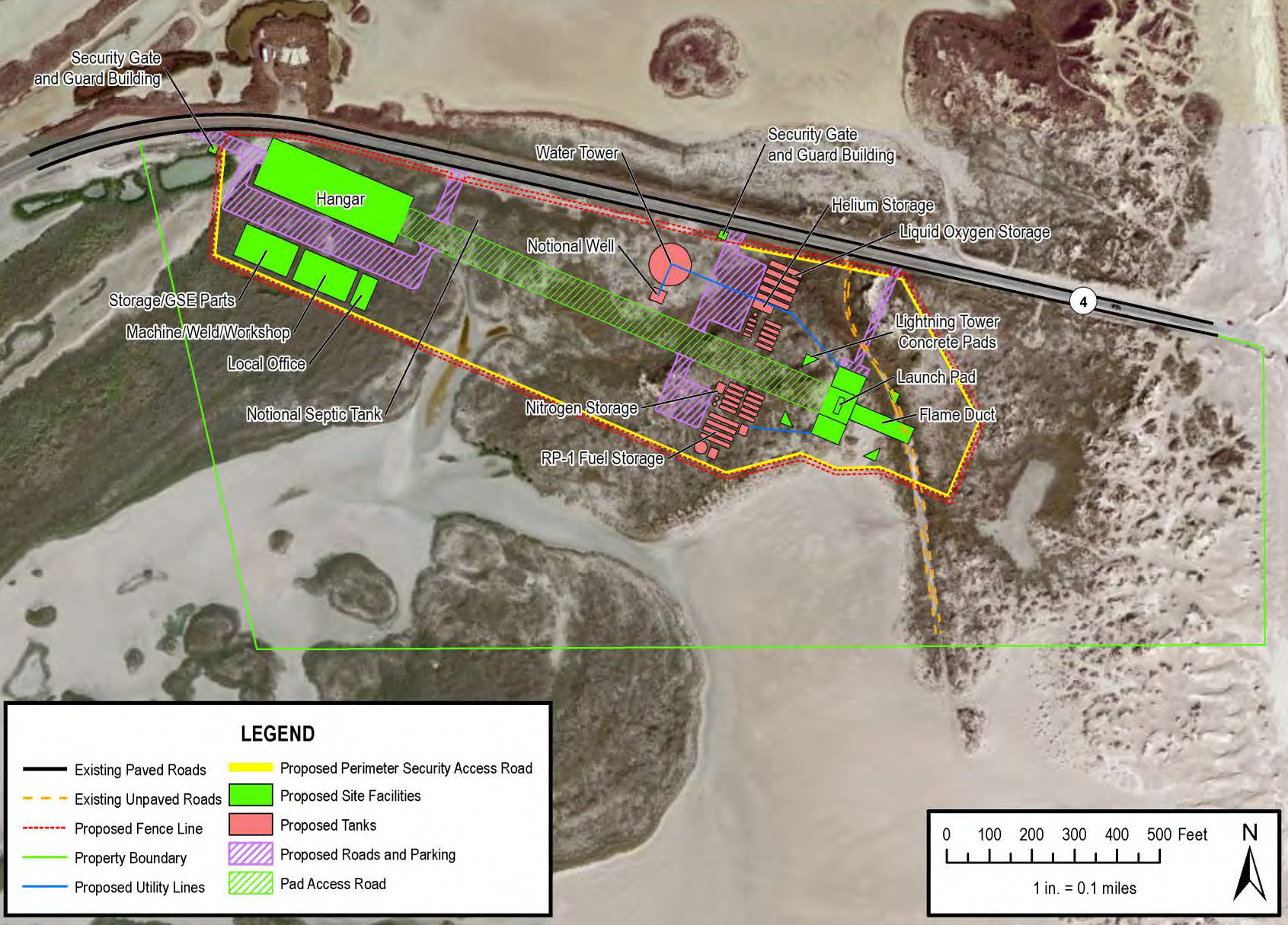
2013年4月美国联邦航空管理局的环境影响评估草案，地图中指明了，德克萨斯垂直发射地点。

此发射场将成为SpaceX的自主经营的第一个发射中心。除此之外，他们还租用了美国政府的卡纳维拉尔角空军航天发射平台40、范登堡航天发射平台４，以及改造中的肯尼迪航天中心发射平台39A。
星港拥有兩個亞轨道发射台，但現已改爲地面測試平台、用於測試星艦綜合飛行的軌道級發射台A及正在籌劃的軌道級發射台B。
星港位于德州卡梅伦县，布朗斯维尔市以东17英里，飞行区域覆盖墨西哥海湾。星港將用作測試星艦原型艦的性能，並將於未來用於發射不同載荷至太空，以及用於火星任務。
这个发射地点紧靠德州4号高速东面出口，軌道發射場有多個燃料儲藏罐、用於堆叠星艦上級至超級重型助推器上的綜合發射塔、發射平臺及正在建造的声音抑制系统。
Stargate控制中心位于發射場以西两英里，毗邻博其卡村。囊括五座組裝建築(低倉(Low Bay)、中倉(Mid Bay)、高倉1(High Bay)、高倉2(Mega Bay)及高倉3(Mega Bay 2))、一座大型零件組裝工廠(Star Factory)、衛星及無綫電接收站及載荷裝載場。
基于该地区邻近加勒比群岛以及众多的海上钻井平台，发射升空的火箭将受限于特定的飞行线路。SpaceX声称，他们已计算出把通信卫星发射到地球同步轨道的最佳飞行线路。

## 星舰飞行计划
SpaceX的星舰是一个可重复使用的两级运载飞船。星艦相關資訊請參見SpaceX星艦；詳細星艦發展歷史請查參見SpaceX星艦研發歷史；星艦的亞軌道飛行測試記錄請參閲星艦任務列表；星艦軌道級發射任務列表請參見星艦發射任務列表。

## 設施

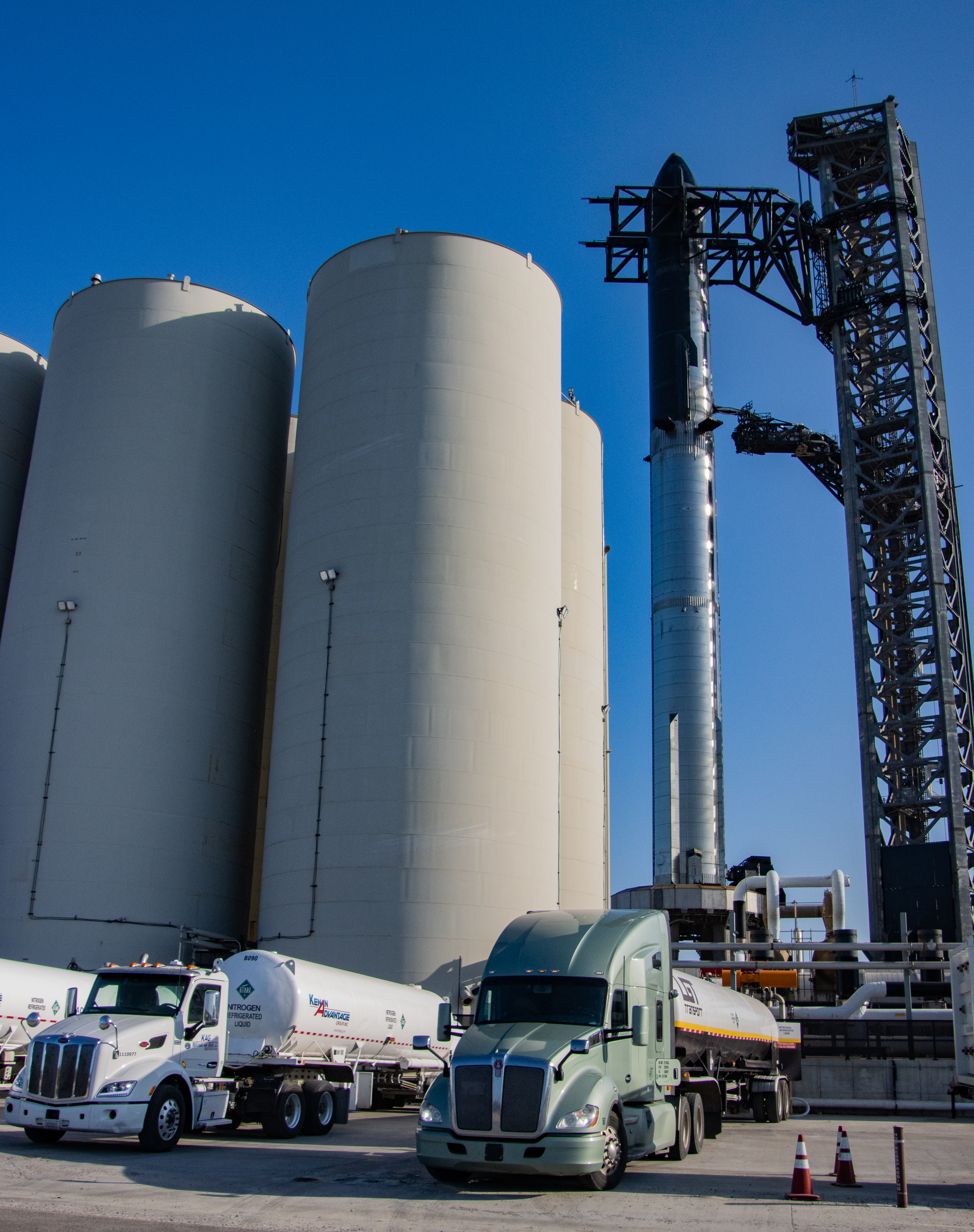
在軌道發射場油庫有卡車正在卸載燃料。在背景中還可以看到第一次綜合飛行測試的星艦和發射塔。

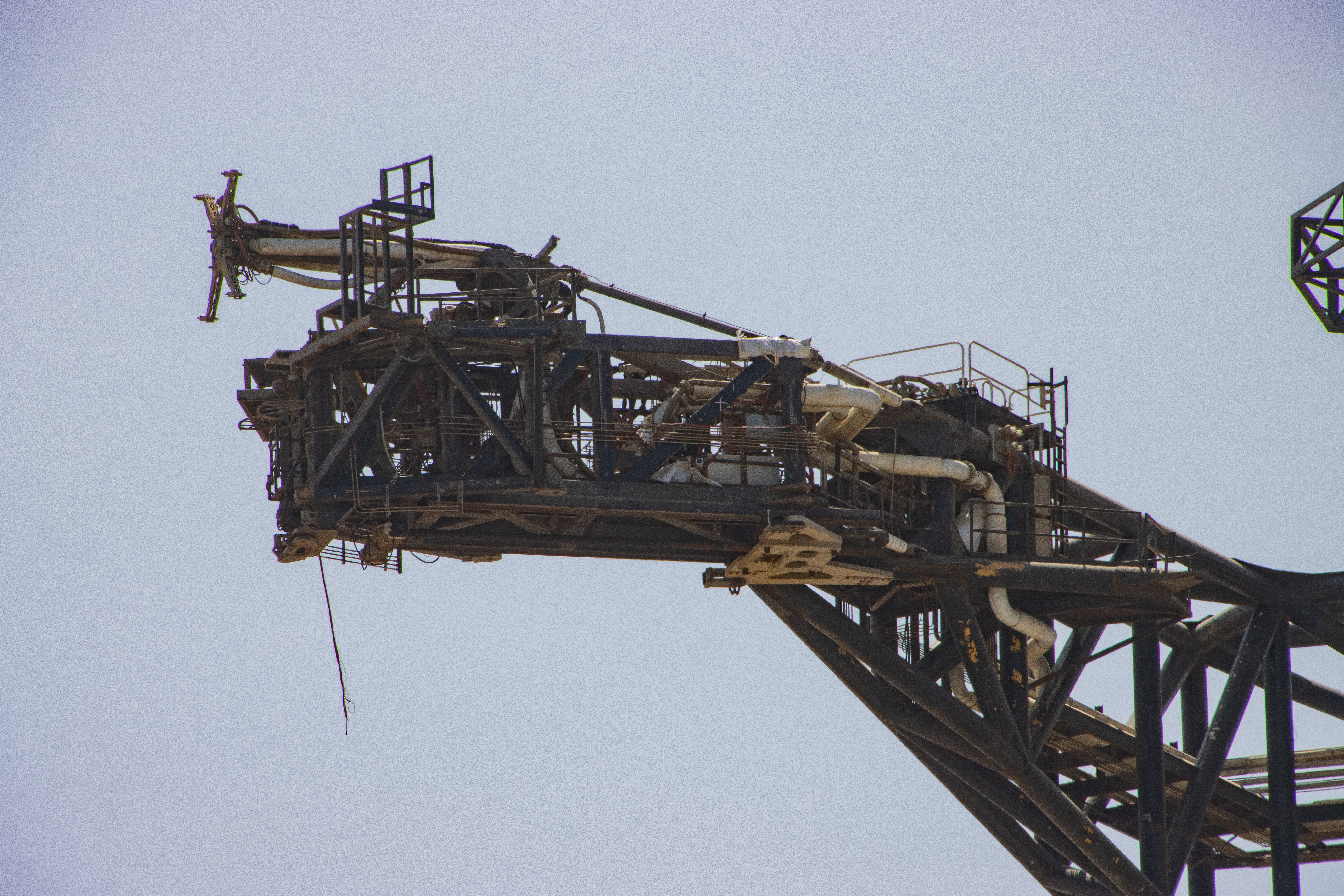
發射塔的星艦快速斷開臂

### 發射場
地址（地圖）
發射場是星艦及超級重型助推器用作軌道發射及最終測試的地方。

#### 軌道發射場
軌道發射場分爲三個主要部件：軌道發射場油庫（Orbital Tank Farm - OTF）、軌道發射台（Orbital Launch Mount - OLM）及軌道發射塔（Orbital Launch Integration Tower - OLIT）。在2023年1月，發射場擁有一座軌道發射場，而截至2024年4月，第二座軌道發射場在原有的亞軌道發射場旁開始建造。
軌道發射場油庫(OTF)分別有多個垂直及橫向油庫，並儲存地面測試及發射所需的液態甲烷、液態氧、液態氮及水。然而截止2024年5月，其中三個原有的垂直油庫已被拆除，並預計餘下的5個將會陸續拆除並使用橫向油庫取代。
軌道發射台(OLM)則是超級重型助推器放置及靜態點火測試的地方。軌道發射台内置多個系統，能夠支撐星艦的同時，並置於一片巨大鋼板上。這塊鋼板内嵌以噴射高壓水形式的火焰導流器及聲音抑制系統，透過附近的儲水系統供水，並使用壓縮氣體將水推送至軌道發射台下的鋼板。當星艦發射時，位於發射台環狀的20個機械鉗位會提早釋放，並容許星艦使用自身推力升空。
軌道發射塔(OLIT)，通過快速斷開臂為超級重型助推器和星艦提供低溫液態燃料和電力。在未來，該塔將利用其大型機械臂(Mechazilla)，在超級重型助推器返回地球時於空中捕捉並回收箭體。

#### 亞軌道發射場
亞軌道發射場是星艦進行地面測試的地方。
亞軌道發射場原有兩座發射台，分別為亞軌道發射台A及B。相關發射台於2022年因相關亞軌道飛行測試已結束而轉爲地面測試台，並用於進行星艦的發動機渦輪啓動測試及靜態點火測試。該場地還包括一個小型儲罐區，用作儲存地面測試所需的液態氧、液態甲烷、液態氮。
此外，亞軌道發射場還包括一個停車場，並於2023年10月初建成，提供停泊空間予在發射場工作的工作人員。
於2023年末，亞軌道發射台A被拆除，而剩餘的設施預計會被第二座軌道發射台取代，星艦的地面測試預計會轉移至梅西地面測試場進行。2024年5月10日，亞軌道發射台B在S30靜態點火測試後拆除，代表未來所有星艦地面測試將轉移至梅西地面測試場進行。

### 生產基地
建造基地地址 (地圖)

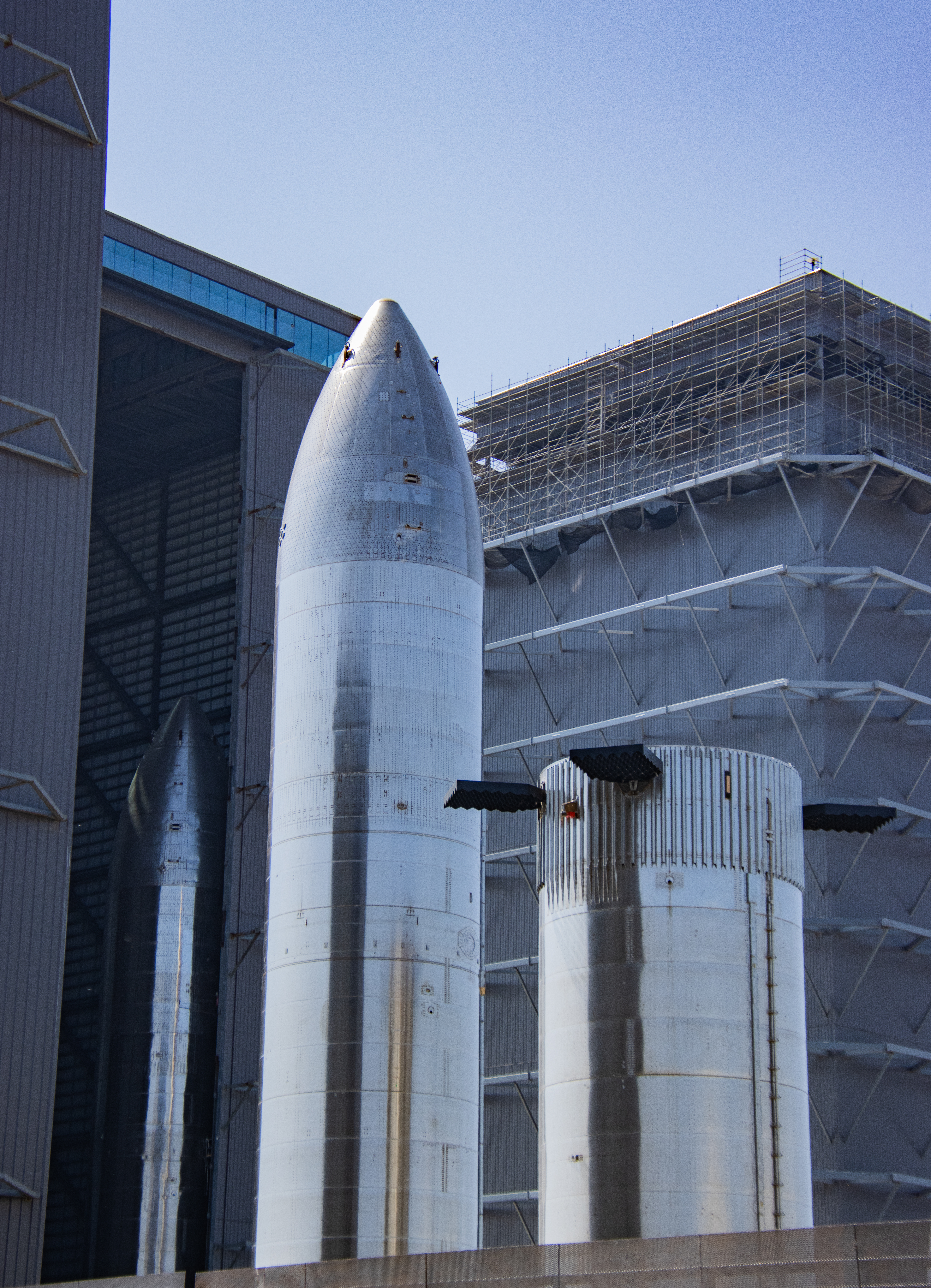
星艦與超級重型助推器艙段，背景為高倉及1號巨倉

生產基地，又稱建造基地，是建造星艦及超級重型助推器的地方。
生產基地設有三座載具組裝大樓，用作星艦及超級重型助推器的最終組裝。高倉目前用作組裝星艦上級，而2號巨倉正為星艦組裝進行最後預備工作。1號巨倉則用作組裝超級重型助推器及安裝發動機。
截至2024年，生產基地還將建成一座耗資1億美金的五層辦公大樓及配套停車場。同時，一座娛樂中心及餐廳亦相繼開始建造。

#### 桑切斯基地
桑切斯基地(Sanchez Site)位於生產基地内，是建造大量基礎設施組件組建的地方。截至2024年5月，該基地曾組裝包括軌道發射塔、軌道發射台、星艦運輸架及超級重型助推器發動機安裝平台等。目前，兩座發動機安裝平台於1號巨倉内使用。

## 相关设施

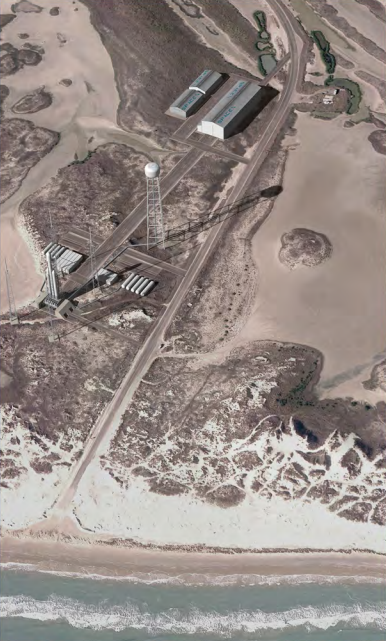
发射场地构想图

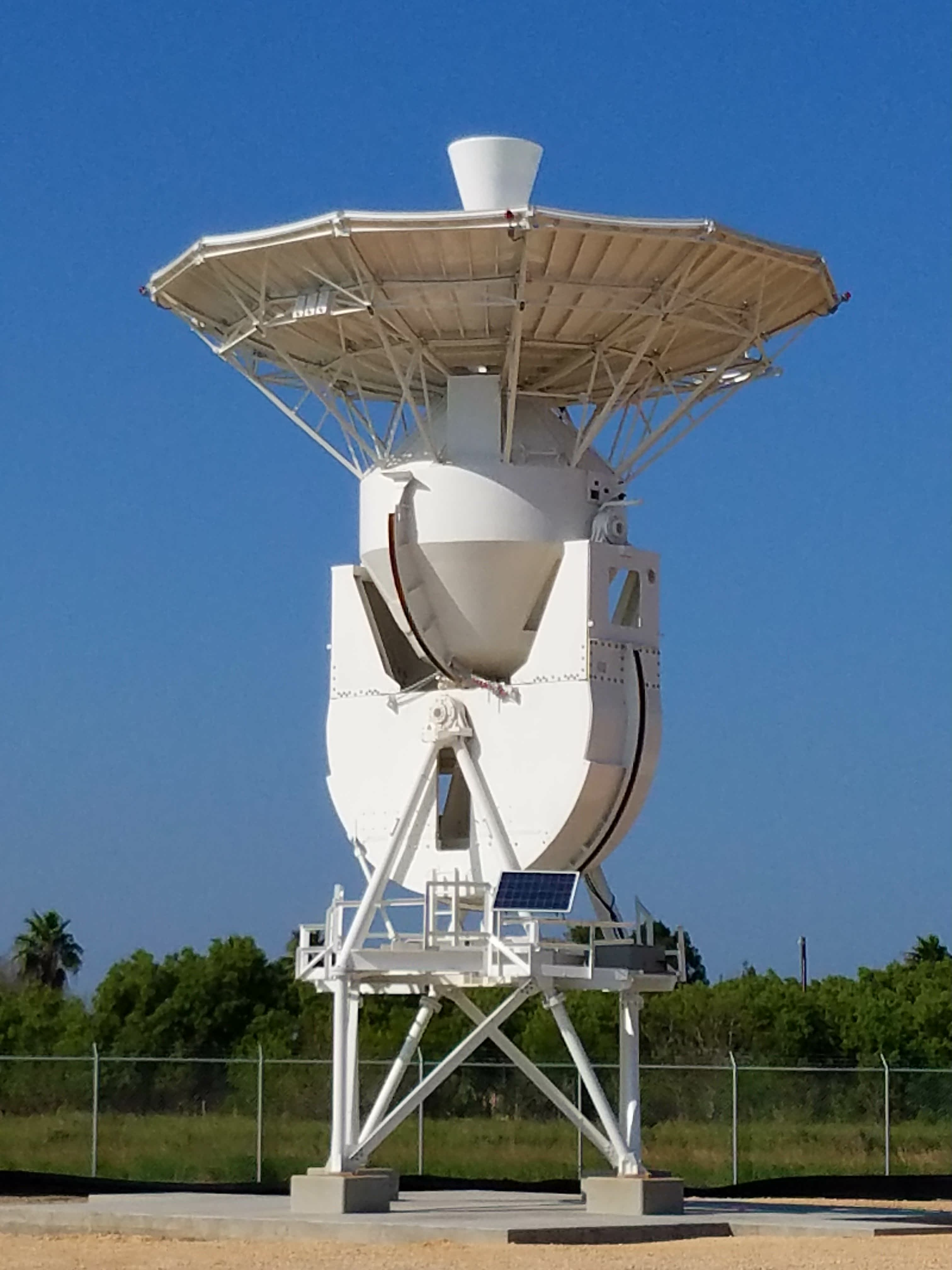
德州发射场的卫星跟踪天线。摄于2017年1月。

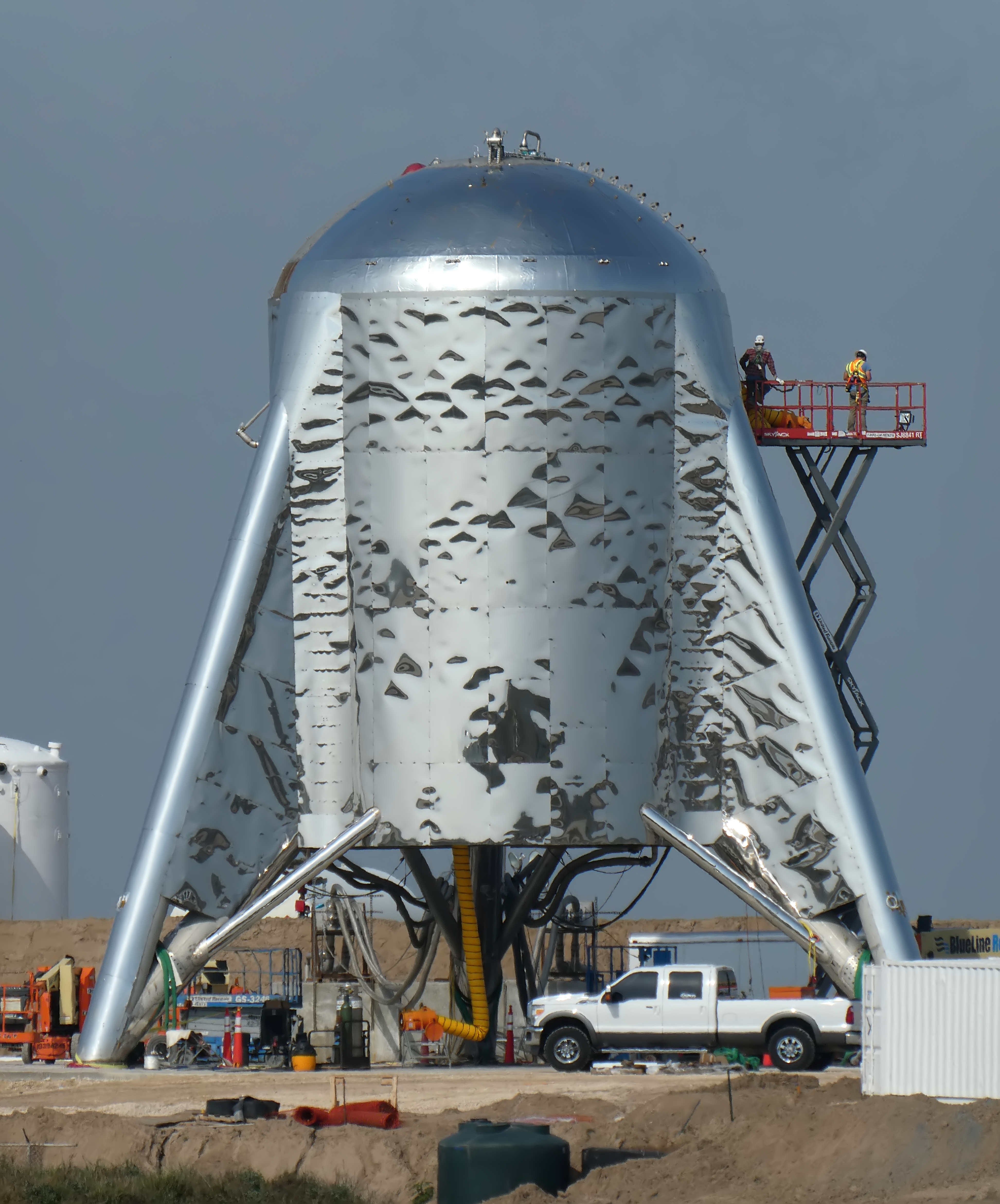
"星虫"

位于博卡奇卡，毗邻发射指挥中心的星际门是一个由布朗思维尔经济发展委员会，SpaceX和德州大河谷大学（前德州大学布朗思维尔分校）三方联合建设的设施。

## 相关
- 航天发射中心
- 太空探索
- 軌道科學公司

## 外部衔接
- 维基共享资源上的相關多媒體資源：SpaceX星港
- SpaceX gets preliminary FAA nod for South Texas launch site （页面存档备份，存于）, Waco Tribune-Herald, 16 April 2013.
- Lone Star State Bets Heavily on a Space Economy（页面存档备份，存于）, New York Times, 27 November 2014.

25°59′46″N 97°09′14″W / 25.996°N 97.154°W